# Patrick Herrmann
Patrick Herrmann (ur. 12 lutego 1991 w Saarbrücken) – niemiecki piłkarz występujący na pozycji prawego lub lewego pomocnika w niemieckim klubie Borussia Mönchengladbach.

## Kariera klubowa
Karierę piłkarską Herrmann rozpoczął w klubach FC Uchtelfangen i 1. FC Saarbrücken. Następnie podjął treningi w Borussii Mönchengladbach. W 2009 roku zaczął grać w rezerwach tego klubu w Regionallidze. W sezonie 2009/2010 roku został zgłoszony do kadry pierwszego zespołu. W Bundeslidze zadebiutował 16 stycznia 2010 w przegranym 1:2 domowym meczu z VfL Bochum. W debiucie zaliczył asystę przy goli Fabiana Bäckera. 1 maja 2010 w meczu z Hannoverem (1:6) strzelił swoją pierwszą bramkę w Bundeslidze. W sezonie 2010/2011 przyczynił się do utrzymania Borussii w pierwszej lidze Niemiec.
| Sezon   | Klub                        | Kraj   | Rozgrywki    | Mecze | Bramki |
| ------- | --------------------------- | ------ | ------------ | ----- | ------ |
| 2009/10 | Borussia Mönchengladbach    | Niemcy | Bundesliga   | 13    | 1      |
| 2009/10 | Borussia Mönchengladbach II | Niemcy | Regionalliga | 11    | 0      |
| 2010/11 | Borussia Mönchengladbach    | Niemcy | Bundesliga   | 24    | 3      |
| 2010/11 | Borussia Mönchengladbach II | Niemcy | Regionalliga | 2     | 0      |
| 2011/12 | Borussia Mönchengladbach    | Niemcy | Bundesliga   | 27    | 6      |
| 2011/12 | Borussia Mönchengladbach II | Niemcy | Regionalliga | 1     | 1      |
| 2012/13 | Borussia Mönchengladbach    | Niemcy | Bundesliga   | 32    | 6      |
| 2012/13 | Borussia Mönchengladbach    | Niemcy | Bundesliga   | 32    | 6      |
| 2013/14 | Borussia Mönchengladbach    | Niemcy | Bundesliga   | 34    | 6      |
| 2014/15 | Borussia Mönchengladbach    | Niemcy | Bundesliga   | 32    | 11     |
| 2015/16 | Borussia Mönchengladbach    | Niemcy | Bundesliga   | 18    | 3      |
| 2016/17 | Borussia Mönchengladbach    | Niemcy | Bundesliga   | 18    | 1      |
| 2017/18 | Borussia Mönchengladbach    | Niemcy | Bundesliga   | 23    | 0      |
| 2018/19 | Borussia Mönchengladbach    | Niemcy | Bundesliga   | 24    | 3      |

## Kariera reprezentacyjna
Herrmann ma za sobą występy w reprezentacji Niemiec U-18, U-19 i U-21.